# Hypselodoris infucata
Espèce
Hypselodoris  infucata une espèce de nudibranches de la famille des Chromodorididae.

## Répartition et habitat
Cette espèce se rencontre dans bassin Indo-Pacifique et la mer Méditerranée. Son habitat correspond à la zone récifale sur les sommets ou sur les pentes jusqu'à la zone des 30 m de profondeur avec une prédilection pour les secteurs sablonneux.

## Description
Cette espèce peut mesurer jusqu'à 40 mm de longueur totale.
Le corps est allongé et de forme ovale, la jupe du manteau est étroite sauf sur la face antérieure ou elle forme un voile au-dessus de la cavité buccale.
Le pied dépasse sur la partie antérieure formant une pointe.
L'intensité des teintes varie grandement d'un individu à l'autre mais en général la couleur de fond est bleu-gris ou verdâtre avec une multitude de taches jaunes et bleu foncé à noires dont la taille et la densité est variable.
Les rhinophores lamellés ont une base blanche et le bord des lamelles est rouge. Le bouquet branchial a sa base blanche et les branchies sont blanches et surlignées de rouge.
La ponte est blanche.

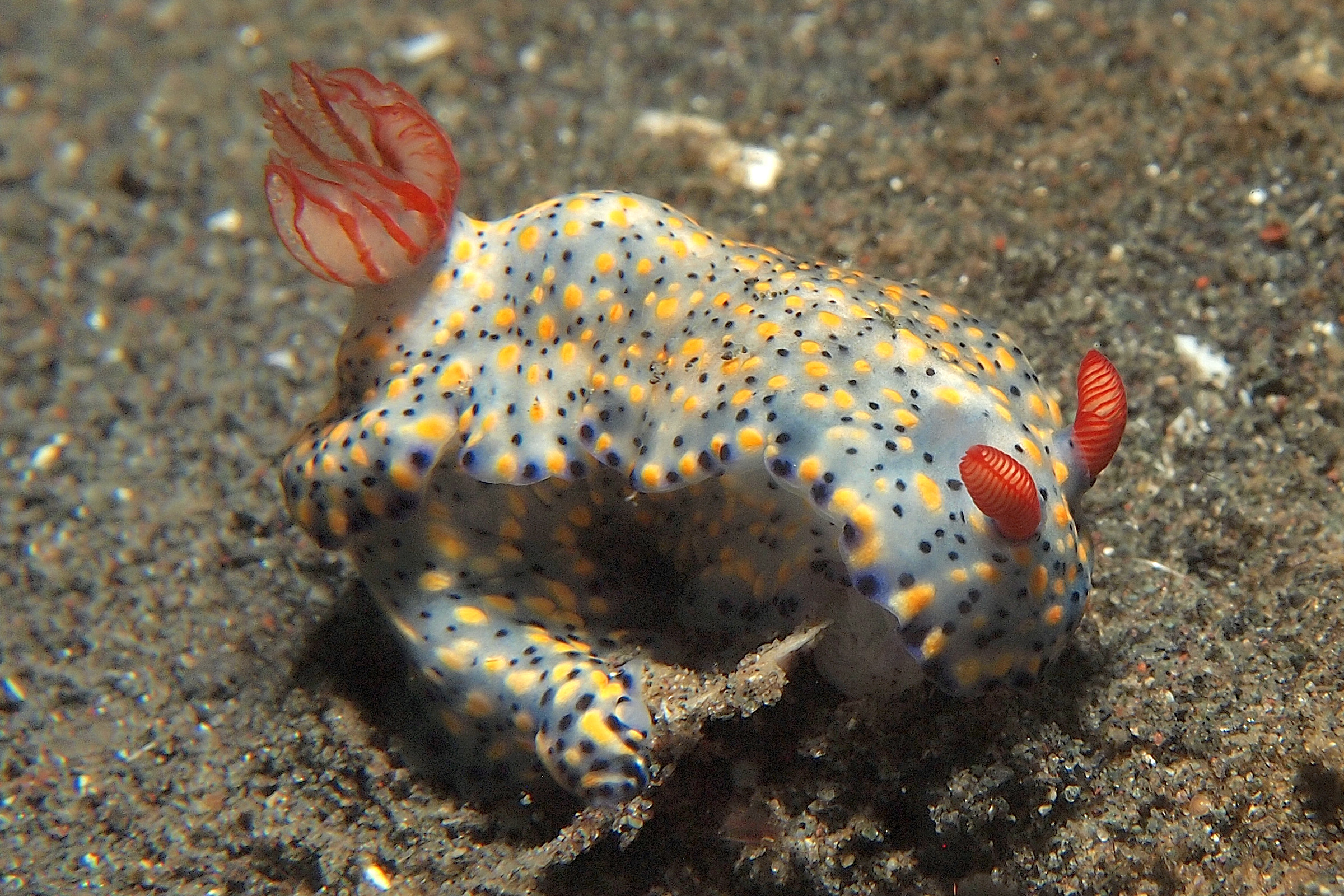
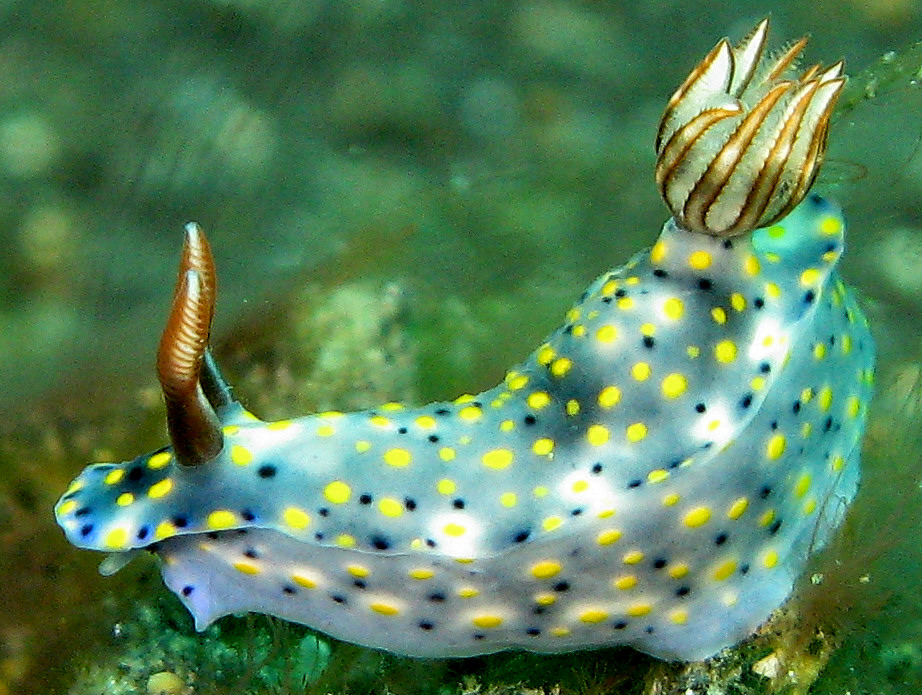
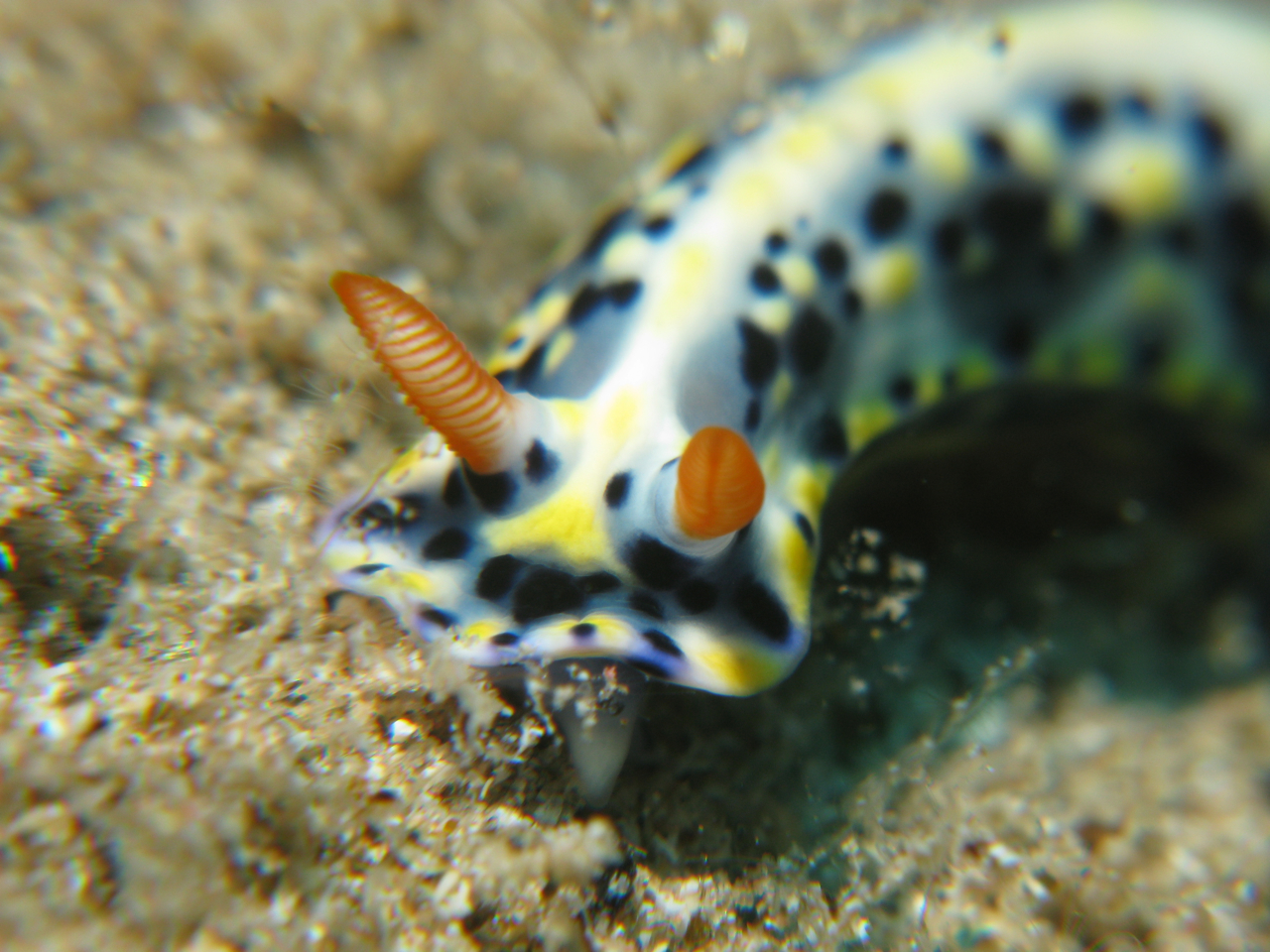
Tête

## Éthologie
Cet Hypselodoris est benthique et diurne, se déplace à vue sans crainte d'être pris pour une proie de par la présence de glandes défensives réparties dans les tissus du corps.

## Alimentation
Hypselodoris infucata se nourrit principalement d'éponges.

## Systématique
Le nom valide complet (avec auteur) de ce taxon est Hypselodoris infucata (Rüppell & Leuckart, 1830).
L'espèce a été initialement classée dans le genre Doris sous le protonyme Doris infucata Rüppell & Leuckart, 1830.
Hypselodoris infucata a pour synonymes :
- Brachychlanis pantherina Ehrenberg, 1831
- Chromodoris diardi (Kelaart, 1859)
- Chromodoris runcinata Bergh, 1877
- Chromodoris semperi Bergh, 1877
- Doris diardi Kelaart, 1859
- Doris infucata Rüppell & Leuckart, 1830
- Glossodoris runcinata (Bergh, 1877)

### Publication originale
- (de) Eduard Rüppell et Friedrich Sigismund Leuckart, « Mollusca », in Eduard Rüppell, Atlas zu der Reise im nördlichen Afrika, « Neue wirbellose Thiere des Rothen Meeres »,  Francfort-sur-le-Main, Heinr. Ludw. Brönner, 1830, p. 23-47 (lire en ligne).